# 图布升巴雅尔
图布升巴雅尔（？—？），蒙古族，额济纳旗人。額濟納舊土爾扈特特別旗札萨克，中華民國大陸時期内蒙古政治人物。

## 生平
图布升巴雅尔是额济纳旗札萨克。1934年3月7日，时任额济纳旗札萨克图布升巴雅尔出任国民政府蒙古地方自治政务委员会委员，1936年4月30日免职。